# 医療識別票

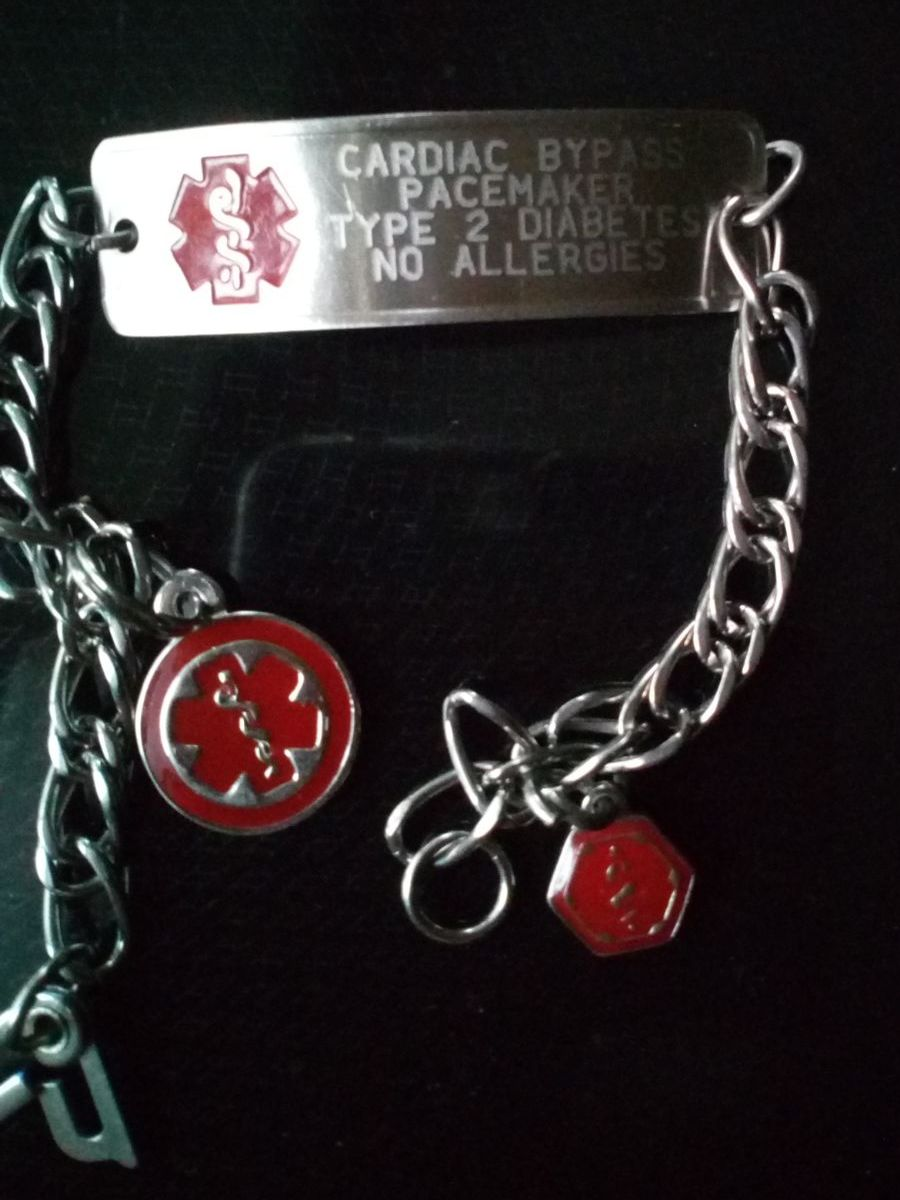
医療識別票の腕輪。（心臓バイパス、ペースメーカー、2型糖尿病、アレルギーは無しと印字されている）

医療識別票に刻印される救急医療を示すスター・オブ・ライフ

医療識別票（英語：Medical identification tag）とは、救急医療を示すスター・オブ・ライフが刻印され、1型糖尿病、アナフィラキシーなどの重要な病歴、リビング・ウィルや蘇生措置拒否などの伝えたい事が印字、QRコード化された腕輪、首飾りなどの装飾具。言葉がしゃべれない状況でも、医療従事者に情報を提供できるようになっている。
似たようなものに、投薬注意票（英語：medical alert tag）がある。
USBフラッシュメモリなどに情報を収める物もあるが、病院のルール・情報セキュリティの都合で確認が遅れる場合もある。また、スマートフォンにメディカルIDを登録するアプリも登場している。

## 表記される情報
表記されるものの一例
- 急性副腎不全
- 医療事前指示書（蘇生措置拒否、リビング・ウィル、生命維持治療に関する医師指示書）
- アナフィラキシーアレルギー（食物・薬物・昆虫）
- アルツハイマー病
- ワルファリンのような抗凝固剤
- 気管支喘息
- 自閉症
- 稀な血液型
- 糖尿病（1型糖尿病および2型糖尿病）
- 血友病
- 低血糖
- アドレナリンと致命的な相互作用を起こすモノアミン酸化酵素阻害薬の使用
- 記憶障害
- ペースメーカーなどのインプラント
- 急性ポルフィリン症

など、命に係わる物などの情報が刻印される。